# 民主くん
民主くん（みんしゅくん）は、かつて存在した日本の政党・民主党公認ゆるキャラ。民進党発足に伴い、「公認」が剥奪され、引退した。ツイッターアカウントも2017年5月を最後に更新されなくなった。しかし、2019年7月に約2年ぶりにツイッターアカウントが更新された。

## 概説
Twitterのプロフィールによると、年齢は不詳（自分でも知りたい）。性別はなし。衣服は着用しておらず、体を覆う赤いものは皮膚というのが定説となっている。唇は魚肉ソーセージでできており、体形がたまたま民主党のマークに似ているため民主党を応援している。大好物はガリガリ君ソーダ味で押メンは蓮舫。スリーサイズはＢ206-Ｗ230-Ｈ206。趣味はTwitter。産経新聞としんぶん赤旗を購読している。
なお、2015年中旬からTwitterにおいて、挑発や相手を非難するツイートがなくなり、写真中心のツイートになったことから「中の人」が変わったという疑惑が出た。
18歳選挙権や若者の低投票率を理由に「ゆるキャラグランプリに出場して若い人が政治に関心を持つキッカケを作りたい！」と考え、ゆるキャラグランプリ出場を目指す。しかし過去の発言などが理由で2015年まで非公認キャラという位置づけで、公式のキャラクターであることが条件となっているゆるキャラグランプリの出場資格がなかった。そこでTwitter上で「1000ＲＴ達成したら公認を貰いに民主党に直談判しにいく！」と家入一真が都知事選に出馬した際の手法を真似し、1000名の賛同者を集める。その功績が認められ、黒岩宇洋青年委員長が公認決定を宣言。晴れて民主党の公認ゆるキャラとなった。ゆるキャラグランプリ出馬会見では「2位じゃダメなんです！」と宣言し、グランプリ獲得を宣言する。

## 歴史
2007年1月より放送された党の小沢一郎・鳩山由紀夫・菅直人が嵐の中で船を操縦するテレビコマーシャルが「何を訴えたいのかよくわからない」との声が挙がったことから、同年4月の第16回統一地方選挙に際して同党所属の都議会議員・区議会議員経験者10名が「若年層に親しみやすいキャラクター」として赤い丸を上下に配置した党章のデザインを基に発案、都道府県連のローカルCMで採用するよう党本部に提示した。
同年7月29日投開票の第21回参議院議員通常選挙では、東京都を中心に関東地方において選挙活動に従事。この時点では、党本部レベルでは未公認扱いであったが2009年4月に党青年局の公認となり、8体の着ぐるみを追加投入。同年の2009年東京都議会議員選挙や第45回衆議院議員総選挙で本格的に街頭活動を行うことになった。
2008年2月より、動画サイト・YouTubeで「アニメ【民主くんシリーズ】」が公開された。ここで登場する民主くんは前出のマスコットキャラクターがベースになっているものの、よりマンガ的な2次元キャラクターである。「アニメ【民主くんシリーズ】」は、当時衆議院議員であった高橋昭一が2009年に初当選する以前より開設している「民主党・takashoチャンネル」で連作形式により公開されている。アニメの制作にはAdobe Flashを使用しており、シンプルな動きしかないが政策を紹介する内容の他、宇宙戦艦ヤマトや機動戦艦ナデシコ・機動戦士ガンダムなどのアニメのパロディー等も交えて短くまとめられている。もともと映像制作者だった高橋がイラストから編集、声優まですべて1人でこなしている。第45回総選挙における高橋の初当選に際しては「鷹の爪」に登場する鷹の爪団戦闘主任・吉田君からのお祝いメッセージが「アニメ【民主くんシリーズ】」のトップページに掲載された。
2010年11月19日、産経新聞が民主党有志のtwitterアカウント「民主くん（@min shu_kun）」を「なりすまし」のアカウントであると報じた。これに対し、民主くんはTwitterで「某新聞に民主くんなりすまし説が。どうしてマスコットキャラのツイートに大新聞が神経質になるんでしょう。先ほど広報委員会からナカノヒトに問い合わせがありました。昨年の衆院選前から藤末議員などと相談して党の関係者が開設運営しているアカウントです。知っている人は知っているコト。」「昨年の衆議院選挙の前からアカウントがありますよ。経緯やナカノヒトのことは藤末さんや逢坂さんなど以前からツィッターをやっている議員がご存知。」と反論した。そのため、産経新聞側の「誤報」という形で事態は収拾した。
2014年11月21日、「小学4年生放送部の中村」と名乗る人物が安倍晋三内閣の解散を批判するサイト『どうして解散するんですか？』を公開すると、民主くんのTwitterアカウントもこれに便乗し、自身のツイッターにて「天才少年現る！とてもいい。皆さんもぜひ！」と投稿した。だが、翌日事態は一転し、慶應義塾大学の大学生が「小学4年生放送部の中村」と偽り政権を批判していたことを認め、謝罪文を掲載する。これを受けて民主くん側も紹介ツイートを削除し、「作者からメンションがあり、即座に小学4年生が作れるはずはないと判断しましたが、内容には賛同できたので、そのフィクションに乗った形のコメント付きで紹介しました。民主くんのツィートで皆さんにご迷惑をおかけしたことをお詫びします」と謝罪した。ネットメディア・ねとらぼが電話取材したところ、民主党広報は「民主くん（@minshu_kun）」のアカウントについて「無関係だ」とコメントし、「民主くん（@minshu_kun）」が事実上のなりすましであることを認めた。これにより、産経新聞の過去の記事は「誤報ではなかった」ことが判明した。
2016年3月27日、民主党が民進党として改称・結成されたことに伴い、民主くんの去就が注目された。民進党代表に就任した岡田克也は「党のマークが代わるので、公認の位置づけということはない」と述べ、公認を剥奪する考えを示した。民主くんは、名前だけでなくキャラクターの形そのものを変えることも検討するとしていた。
同年4月29日に公認・引退をかけたゲームが「ニコニコ超会議2016」で行われたが敗北、引退が決定した。今後再就職先を探すとしていた。
同年9月、民進党は、民主くんの後任となる新しい公認マスコットを公募すると発表した。党のホームページで同月6日～15日まで受け付け、党外から募集する選考委員による選考などを経て、2017年前半に予定される党大会で発表する。なお大賞には、正賞として10万円と、副賞として民主くんの等身大人形（全長：約130センチ）が贈呈される予定だったが、大賞受賞者が民主くん等身大人形の受け取りを辞退。このため事務局が民主くんの生き方を検討した結果『廃棄』に決定した事をTwitterで公表した。
2017年3月、後任キャラクターがお披露目され、蓮舫代表により「皆さんに名前が浸透するように」という意味を込め『ミンシン』と命名される。なお、蓮舫代表は会見中に民主くんについても言及し「次のステージに進むことを考えたい」と今後も民主くんを活用していく意向を示した。
同年4月12日、民進党本部で行われた「ミンシン」へのキャラクター引き継ぎ式が最後の表舞台登場となった。列席した大西健介青年局長によれば、廃棄処分が決定したことで「かわいそう」「捨てないで」などの声が殺到したことを明らかにし、これを受けて憲政記念館に寄贈することを発表した。憲政記念館では「憲政資料」として展示される予定で「政党初のゆるいキャラクターで希少性がある。若者の政治への啓発の意味で受け入れた」と記念館側は説明している。
現在は、憲政記念館内の政党グッズコーナーに着ぐるみが展示されている。
2019年7月には、約2年ぶりにツイッターアカウントが更新された。

### 立憲民主くん
2017年10月3日、立憲民主党結成に伴いTwitter上にリッケンバッカーのギターを手にした「立憲民主くん」が登場した。同15日には鹿児島市の街頭演説で実物が登場した。考案者は音楽評論家の高橋健太郎。ただし、2018年4月に細野豪志が立憲民主党関係者に問い合わせたところ、「立憲民主くん」は立憲民主党の職員ではなく部外者であると返事があった旨を表明している。
「民主くん」は2019年7月に「立憲民主くん」については誰か承知していない旨を表明し、海賊版やコピー商品である旨の疑念を有していることを表明している。
なお2022年2月に「立憲民主くん」のTwitterアカウントは凍結されてしまっている。